# Ta-3 (航空機)
タイロフ Ta-3
- 用途：援護戦闘機
- 設計者：Vsevolod Konstantinovich Tairov
- 製造者：OKO（キエフ）
- 運用者：ソ連空軍
- 初飛行：1939年12月31日(OKO-6)
- 生産数：4機
- 運用状況：試作のみ

タイロフ Ta-3（Tairov Ta-3）は、1939年からソビエト連邦のウクライナ・ソビエト社会主義共和国で設計、開発された双発単座の援護戦闘機である。

## 開発
タイロフは、ソ連空軍の長距離作戦における爆撃機の援護と防衛をするための双発援護戦闘機の要求に応じてOKO-6を設計/製作した。単座単葉の本機は、主翼の桁が30KhSGA鋼、小骨がD1アルミニウム合金、枕頭鋲頭外皮、前縁がエレクトロン製であり、胴体は大部分がセミモノコック構造の枕頭鋲頭を使用したD1アルミニウム合金製外皮と尾部が木製という混合構造であった。小さくまとめられたコックピットの前後には防弾装甲が配され、機首の上部に2丁のBS機関銃と前方胴体下部に4門のShVAK機関砲と武装は機首周りに集中配置されていた。主翼下の大きなナセルに収められたエンジンはスロットルの動きによるトルク変動の影響を打ち消すように左右で回転方向の異なるプロペラを駆動していた。
1939年12月31日にYu・K・スタンケヴィッチ（Yu. K. Stankevich）の操縦で初飛行を行い、試作初号機は1940年夏に片側のエンジンのコネクティングロッドの脱落を起こすまでLIIで試験が行われた。方向安定性に難が見られたので試作2号機（OKO-6bis）は後部胴体を延長され、尾翼を翼幅を延長された水平尾翼の端に2枚の垂直尾翼を持つ双尾翼形式に変更されると共により強力な左回転エンジンを搭載した。
当初OKO-6bisと呼ばれTa-3に改称されたツマンスキー M-89エンジンを搭載し、1門の 37mm機関砲と2門のShVAK 20mm 機関砲を装備した試作3号機は1941年5月にスタンケヴィッチの操縦で飛行した。M-82エンジンを搭載してTa-3bisとなる予定の試作4号機の製作はドイツ軍の侵攻により放棄され、1941年12月にモスクワとクイビシェフ間でタイロフが航空機事故で死亡するとTa-3を使用した開発作業は中止された。

## 派生型
- OKO-6 – 950/1000 hpのツマンスキー M-88エンジンを搭載した短い胴体と単尾翼を持つ試作初号機。武装：- 前部胴体に2 x 12.7mm BS機関銃と4 x 20mm ShVAK機関砲

- OKO-6bis –M-88Rエンジンを搭載し延長された胴体と双尾翼形式に変更された試作2号機。武装：- 前部胴体に2 x 7.62mm ShKAS機関銃と4 x 20mm ShVAK機関砲

- Ta-3 – M-89エンジンを搭載し主翼を延長したOKO-6bis を改称した試作3号機。武装：- 前部胴体に1x 37mm 機関砲と2 x 20mm ShVAK機関砲

- Ta-3bis – ウクライナへのドイツ侵攻により放棄された1,250 hp シュベツォフ M-82エンジンを搭載した未完成の試作4号機。武装：- 前部胴体に1x 37mm 機関砲と2 x 20mm ShVAK機関砲

## 要目 (Ta-3)
出典: Gunston, Bill. "Encyclopaedia of Russian Aircraft 1875-1995". London:Osprey. 1995. ISBN 1-85532-405-9
諸元
- 乗員: 1
- 全長: 9.827m （32 ft 2-7/8 in）
- 全高:
- 翼幅: 12,658 m（41 ft 6-3/8 in）
- 翼面積: 26.9 m2 （290 ft2）
- 空虚重量: 4,500 kg （9,920 lb）
- 運用時重量: 6,626 kg （14,607.8 lb）
- 有効搭載量: kg （lb）
- 最大離陸重量: kg （lb）
- 動力: ツマンスキー M-88R 空冷 14気筒星型エンジン、745.7 kW （1,000 hp）   × 2

性能
- 超過禁止速度: km/h （kt）
- 最大速度: 595 km/h （kt） 369.7 mph
- 巡航速度: km/h （kt） mph
- 失速速度: km/h （kt）
- フェリー飛行時航続距離: km （海里）
- 航続距離: 1,060 km （海里） 660 miles
- 実用上昇限度: m （ft）
- 巡航高度: 11,000 m (36,089 ft)
- 上昇率: 5.55 m/s （1093.6 ft/min）
- 離陸滑走距離: m （ft）
- 着陸滑走距離: m （ft）
- 翼面荷重: kg/m2 （lb/ft2）
- 馬力荷重（プロペラ）: kW/kg （hp/lb）

武装
- 固定武装: 1 x 37mm AM-37 機関砲
2 x 20mm ShVAK機関砲